# Nicoline Kraamwinkel

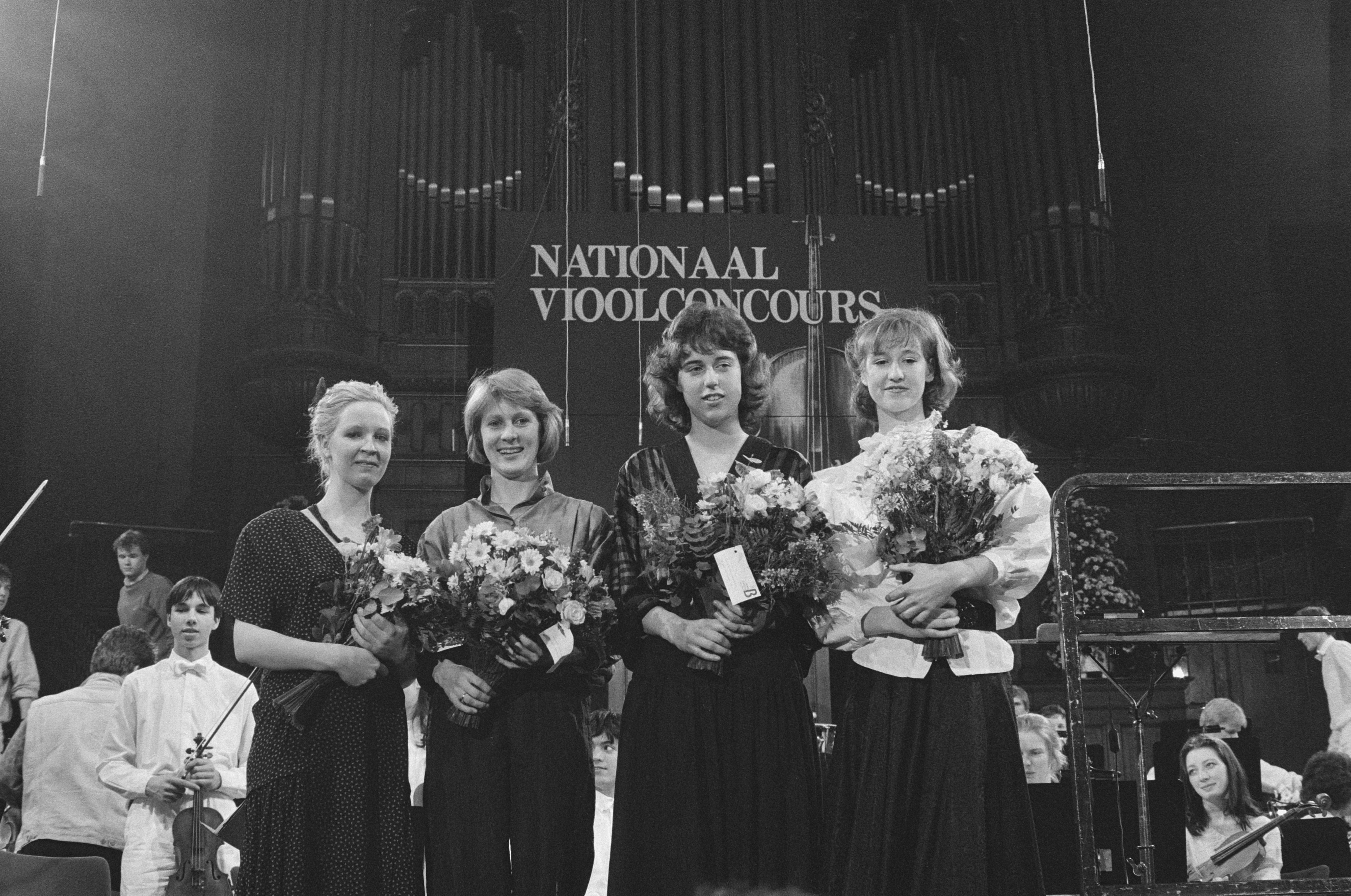
Kraamwinkel, 2e van links (april 1987)

Nicoline Kraamwinkel (circa 1962) is een Nederlands violist. 
Haar naam duikt in de Nederlandse pers voor het eerst op in 1985 wanneer ze zitting heeft in het Europees Jeugdorkest, dat onder leiding van Claudio Abbado onder meer de Symfonie nr. 2 van Gustav Mahler uitvoert.  Niet veel later was ze deelnemer aan het Berlage Concours in en georganiseerd door het Haags Gemeentemuseum; ze deelde de tweede prijs met violiste Céclie Huynen (de eerste prijs ging naar pianisten). Die tweede prijs leverde een aantal optredens op, waaronder in De Ysbreeker. In de jury zat haar leraar Jaring Walta van het Haags Conservatorium.   Diezelfde Huynen kwam ze in 1987 tegen toen ze beiden meedongen naar de eerste prijs van het Nationaal Vioolconcours Oskar Back, het Vioolconcert van Johannes Brahms met begeleiding van het Nationaal Jeugdorkest onder leiding van Ed Spanjaard. De wedstrijd werd gehouden in de Grote Zaal van het Concertgebouw hetgeen voor Kraamwinkel wel wennen was; tot dat toe had ze voornamelijk lunchconcerten gegeven in kleine zaaltjes. Ze constateerde destijds dat zo nog niet wist wat ze verder met haar vioolopleiding wilde doen. In de violistenwereld was met name de buitenlandse concurrentie erg groot.   Ze won er wel de tweede prijs achter Huynen. Marleen Asberg, die derde werd nam in 1991 plaats in het Concertgebouworkest. Daarna volgden voor Kraamwinkel enkele jaren met kamermuziek (onder meer Strauss Kwartet). Dat werd haar stiel, zoals haar plek in het Chamber Orchestra of Europe.
Kraamwinkel studeerde verder in Londen en nam zitting in diverse kamermuziekensembles, zoals bijvoorbeeld  in Chagall Pianotrio en London Mozart Players. Met dat ensemble heeft ze meerdere opnamen gemaakt.  Daarnaast speelt ze in het Garsington Opera Orchestra (Grange Park Opera). Bovendien geeft/gaf ze les aan Michael Hall (muziekschool).
Dochter Rosanne Rolton is harpist met wie ze wel samen optrad.